# Paradonea variegata
Paradonea variegata är en spindelart som först beskrevs av William Frederick Purcell 1904.  Paradonea variegata ingår i släktet Paradonea och familjen sammetsspindlar. Inga underarter finns listade i Catalogue of Life.